# Bærum Sportsklubb 2012
Questa voce raccoglie le informazioni riguardanti il Bærum Sportsklubb nelle competizioni ufficiali della stagione 2012.

## Stagione
Il Bærum chiuse la stagione al 14º posto in classifica, retrocedendo così nella 2. divisjon. L'avventura nella Coppa di Norvegia 2012 terminò al secondo turno, con l'eliminazione per mano dell'Asker. Il calciatore più utilizzato in stagione fu Mounir El Masrouri, con 32 presenze (30 in campionato e 2 nella coppa nazionale), mentre il miglior marcatore fu Rozhat Shaswari con 14 reti (12 in campionato e 2 nella coppa).

## Maglie e sponsor
Lo sponsor tecnico per la stagione 2012 fu Adidas, mentre lo sponsor ufficiale fu Kredit Nor. La divisa casalinga era composta da una maglietta gialla con inserti neri, pantaloncini neri e calzettoni gialli. Quella da trasferta era invece completamente rossa.
| Casa | Trasferta |

## Rosa
| N. |                                 | Ruolo | Calciatore           |
| -- | ------------------------------- | ----- | -------------------- |
| 1  | Norvegia (bandiera)             | P     | Fredrik Eriksen      |
| 2  | Norvegia (bandiera)             | D     | Sebastian Troupe     |
| 3  | Norvegia (bandiera)             | D     | Mounir El Masrouri   |
| 4  | Bosnia ed Erzegovina (bandiera) | D     | Edo Čolić            |
| 5  | Norvegia (bandiera)             | D     | Fredrik Cornell      |
| 6  | Norvegia (bandiera)             | D     | Krister Aunan        |
| 7  | Norvegia (bandiera)             | A     | Rozhat Shaswari      |
| 7  | Norvegia (bandiera)             | C     | Terje Sanne          |
| 8  | Norvegia (bandiera)             | D     | Lars Sandbu          |
| 9  | Norvegia (bandiera)             | A     | Thomas Finstad       |
| 10 | Norvegia (bandiera)             | A     | Thomas Larsen        |
| 11 | Norvegia (bandiera)             | A     | Magnus Ask Mikkelsen |
| 13 | Norvegia (bandiera)             | D     | Jan Aubert           |

| N. |                     | Ruolo | Calciatore       |
| -- | ------------------- | ----- | ---------------- |
| 14 | Norvegia (bandiera) | A     | Erbin Llullaku   |
| 16 | Norvegia (bandiera) | C     | Marius Lundemo   |
| 18 | Norvegia (bandiera) | C     | Daniel Berg      |
| 19 | Norvegia (bandiera) | A     | Eirik Nervold    |
| 20 | Norvegia (bandiera) | A     | Thomas Windstad  |
| 21 | Norvegia (bandiera) | C     | Ulrik Roaldsøy   |
| 22 | Norvegia (bandiera) | D     | Isak Scheel      |
| 23 | Norvegia (bandiera) | A     | Amahl Pellegrino |
| 24 | Norvegia (bandiera) | D     | Nikolai Hagen    |
| 25 | Norvegia (bandiera) | D     | Morten Irgens    |
| 26 | Norvegia (bandiera) | C     | Simen Juklerød   |
| 37 | Norvegia (bandiera) | C     | Andreas Aalbu    |
| 84 | Norvegia (bandiera) | P     | Magnus Hjulstad  |

## Calciomercato

### Sessione invernale(dal 01/01 al 31/03)
| Acquisti | Acquisti           | Acquisti       | Acquisti   |
| R.       | Nome               | da             | Modalità   |
| -------- | ------------------ | -------------- | ---------- |
| P        | Magnus Hjulstad    | Sarpsborg 08   | definitivo |
| D        | Mounir El Masrouri | Manglerud Star | definitivo |
| D        | Krister Aunan      | Strømsgodset   | prestito   |
| A        | Amahl Pellegrino   | Drammen        | definitivo |

| Cessioni | Cessioni      | Cessioni     | Cessioni   |
| R.       | Nome          | a            | Modalità   |
| -------- | ------------- | ------------ | ---------- |
| P        | Borger Thomas | Strømsgodset | definitivo |
| C        | Marcus Bakke  |              | svincolato |

### Sessione estiva(dal 01/08 al 31/08)
| Acquisti | Acquisti    | Acquisti   | Acquisti |
| R.       | Nome        | da         | Modalità |
| -------- | ----------- | ---------- | -------- |
| D        | Isak Scheel | Lillestrøm | prestito |

| Cessioni | Cessioni      | Cessioni     | Cessioni      |
| R.       | Nome          | a            | Modalità      |
| -------- | ------------- | ------------ | ------------- |
| D        | Krister Aunan | Strømsgodset | fine prestito |

## Risultati

### 1. divisjon

#### Girone di andata
| Arbitro: | Hansen (Feda) |

|                                            |           |                                         |
| Lundemo 10’ Sandbu 85’ (rig.) Llullaku 90’ | Marcatori | 53’ (aut.) Sanne 62’ Ndiaye 66’ Knarvik |

| Arbitro: | Gya |

|                                |           |              |
| Ingebretsen 18’ Rønningene 61’ | Marcatori | 35’ Shaswari |

| Arbitro: | Borgersen (Oslo) |

|                                             |           |                             |
| Nome 7’ (rig.) Nikolaisen 19’ Törnqvist 77’ | Marcatori | 12’, 62’ Shaswari 71’ Aalbu |

| Arbitro: | Hansen |

|                 |           |                                         |
| El Masrouri 89’ | Marcatori | 9’ Andresen 51’ T. Jørstad 56’ Soltvedt |

| Arbitro: | Borgersen (Oslo) |

|                                 |           |  |
| Heltne Nilsen 17’ V. Heltne 25’ | Marcatori |  |

| Arbitro: | Gya |

|              |           |                       |
| Shaswari 33’ | Marcatori | 16’ Lysvoll 26’ Kjæve |

| Arbitro: | Tennøy |

|                                |           |              |
| Herrem 2’ Diogo 49’ Bright 90’ | Marcatori | 10’ Shaswari |

| Arbitro: | Ahlsen |

|              |           |                             |
| Shaswari 57’ | Marcatori | 16’ Lehne Olsen 62’ Nedrebø |

| Arbitro: | Gjermshus |

|            |           |  |
| Giæver 81’ | Marcatori |  |

| Arbitro: | Steen |

|                       |           |                                            |
| Shaswari 44’ Berg 66’ | Marcatori | 60’ Andersen 82’ Kristjánsson 88’ Mathisen |

| Arbitro: | Toppe |

|                                                                   |           |                            |
| Wigum 11’ Moen 31’ Johannesen 56’ Shindika 64’ Myklebust 76’, 80’ | Marcatori | 34’ Pellegrino 54’ Nervold |

| Arbitro: | Ahlsen |

|                                                                      |           |  |
| Nervold 11’, 22’ Sandbu 16’ El Masrouri 34’ Aalbu 54’ Pellegrino 69’ | Marcatori |  |

| Arbitro: | Steen |

|            |           |                                  |
| Sistek 73’ | Marcatori | 27’ (rig.) Sandbu 61’ Pellegrino |

| Arbitro: | Helgerud (Lier) |

|            |           |                                          |
| Nervold 8’ | Marcatori | 45’ Aas 75’ (aut.) El Masrouri 90’ Lamøy |

| Arbitro: | Toppe |

|                                             |           |             |
| El Masrouri 7’ (aut.) Tronseth 12’ Åsen 79’ | Marcatori | 83’ Nervold |

#### Girone di ritorno
| Arbitro: | Tennøy |

|                       |           |                                         |
| Nervold 26’ Aalbu 37’ | Marcatori | 8’ Elyounoussi 40’ Breive 69’, 77’ Wiig |

| Arbitro: | Moen |

|                                 |           |            |
| Berg 45’ Knarvik 46’ Ndiaye 83’ | Marcatori | 54’ Sandbu |

| Sandvika 19 agosto 2012, ore 18:00 18ª giornata | Bærum            | 0 – 0 referto | Strømmen | Sandvika Stadion (208 spett.)\| Arbitro: \| Borgersen (Oslo) \| |
| Arbitro:                                        | Borgersen (Oslo) |               |          |                                                                 |

| Arbitro: | Toppe |

|            |           |                       |
| Larsen 78’ | Marcatori | 66’ Sellin 73’ Rekdal |

| Arbitro: | Borgersen (Oslo) |

|                                                   |           |  |
| Vilhjálmsson 22’ Hoff 41’ Andersen 52’ Owello 64’ | Marcatori |  |

| Arbitro: | Ahlsen |

|                                                    |           |                                                |
| Sandbu 38’ (rig.) Aalbu 56’, 90’ Shaswari 61’, 63’ | Marcatori | 11’, 87’ Risholt 66’ Breimyr 90’ (rig.) Landro |

| Arbitro: | Toppe |

|                   |           |                                               |
| Johansen 24’, 50’ | Marcatori | 34’ (rig.) Sandbu 75’ Shaswari 82’ Pellegrino |

| Arbitro: | Gya |

|  |           |                                    |
|  | Marcatori | 28’ Sundli 60’ Midtgarden 84’ Paul |

| Arbitro: | Hansen |

|                                    |           |           |
| Gundersen 15’ (rig.), 90’ Rise 59’ | Marcatori | 78’ Čolić |

| Arbitro: | Gjermshus |

|                |           |                       |
| Pellegrino 60’ | Marcatori | 90’ (rig.) Nikolaisen |

| Arbitro: | Toppe |

|                                                                   |           |                        |
| Dos Santos 5’, 80’ Jensen 46’ Kind Mikalsen 56’ Kristoffersen 59’ | Marcatori | 2’ Shaswari 86’ Sandbu |

| Arbitro: | Hansen |

|                                                    |           |           |
| Sandbu 40’ (rig.), 56’ Pellegrino 45’ Llullaku 60’ | Marcatori | 15’ Solum |

| Arbitro: | Moen |

|                            |           |                            |
| Velta 19’ (rig.) Nynes 23’ | Marcatori | 11’ Shaswari 41’ Mikkelsen |

| Arbitro: | Hagenes |

|                       |           |                              |
| Llullaku 3’ Aalbu 68’ | Marcatori | 28’ Krogstad 57’ (rig.) Åsen |

| Sandefjord 11 novembre 2012, ore 13:00 30ª giornata | Sandefjord | 0 – 0 referto | Bærum | Komplett.no Arena (2.082 spett.)\| Arbitro: \| Gjermshus \| |
| Arbitro:                                            | Gjermshus  |               |       |                                                             |

### Coppa di Norvegia
| Drammen 1º maggio 2012, ore 18:00 Primo turno            | Drammen   | 0 – 2 referto          |  | Marienlyst Stadion |
| \| \| \| \| \| \| Marcatori \| 63’ Aalbu 72’ Shaswari \| |           |                        |  |                    |
|                                                          |           |                        |  |                    |
|                                                          | Marcatori | 63’ Aalbu 72’ Shaswari |  |                    |

| Asker 9 maggio 2012, ore 18:00 Secondo turno                                                                                           | Asker     | 5 – 3 referto                             | Bærum | Føyka Stadion |
| \| \| \| \| \| Solberg 8’ Shipshani 15’, 37’ Nicol 64’ Linstad 82’ (rig.) \| Marcatori \| 52’ Llullaku 58’ Shaswari 62’ El Masrouri \| |           |                                           |       |               |
| |           |                                           |       |               |
| Solberg 8’ Shipshani 15’, 37’ Nicol 64’ Linstad 82’ (rig.)                                                                             | Marcatori | 52’ Llullaku 58’ Shaswari 62’ El Masrouri |       |               |

## Statistiche

### Statistiche di squadra
| Competizione      | Punti | In casa | In casa | In casa | In casa | In casa | In casa | In trasferta | In trasferta | In trasferta | In trasferta | In trasferta | In trasferta | Totale | Totale | Totale | Totale | Totale | Totale | DR  |
| Competizione      | Punti | G       | V       | N       | P       | Gf      | Gs      | G            | V            | N            | P            | Gf           | Gs           | G      | V      | N      | P      | Gf     | Gs     | DR  |
| ----------------- | ----- | ------- | ------- | ------- | ------- | ------- | ------- | ------------ | ------------ | ------------ | ------------ | ------------ | ------------ | ------ | ------ | ------ | ------ | ------ | ------ | --- |
| 1. divisjon       | 22    | 15      | 3       | 4       | 8       | 30      | 33      | 15           | 2            | 3            | 10           | 19           | 40           | 30     | 5      | 7      | 18     | 49     | 73     | -24 |
| Coppa di Norvegia | -     | 0       | 0       | 0       | 0       | 0       | 0       | 2            | 1            | 0            | 1            | 5            | 5            | 2      | 1      | 0      | 1      | 5      | 5      | 0   |
| Totale            | -     | 15      | 3       | 4       | 8       | 30      | 33      | 17           | 3            | 3            | 11           | 24           | 45           | 32     | 6      | 7      | 19     | 54     | 78     | -24 |

### Statistiche dei giocatori
| Giocatore      | 1. divisjon | 1. divisjon | 1. divisjon | 1. divisjon | Coppa di Norvegia | Coppa di Norvegia | Coppa di Norvegia | Coppa di Norvegia | Totale   | Totale | Totale      | Totale     |
| Giocatore      | Presenze    | Reti        | Ammonizioni | Espulsioni  | Presenze          | Reti              | Ammonizioni       | Espulsioni        | Presenze | Reti   | Ammonizioni | Espulsioni |
| -------------- | ----------- | ----------- | ----------- | ----------- | ----------------- | ----------------- | ----------------- | ----------------- | -------- | ------ | ----------- | ---------- |
| A. Aalbu       | 30          | 6           | 2           | 0           | 1                 | 1                 | 0                 | 0                 | 31       | 7      | 2           | 0          |
| J. Aubert      | 15          | 0           | 0           | 0           | 1                 | 0                 | 0                 | 0                 | 16       | 0      | 0           | 0          |
| K. Aunan       | 8           | 0           | 0           | 0           | 2                 | 0                 | 0                 | 0                 | 10       | 0      | 0           | 0          |
| D. Berg        | 28          | 1           | 1           | 0           | 1                 | 0                 | 0                 | 0                 | 29       | 1      | 1           | 0          |
| E. Čolić       | 2           | 1           | 0           | 0           | 1                 | 0                 | 0                 | 0                 | 3        | 1      | 0           | 0          |
| F. Cornell     | 15          | 0           | 5           | 0           | 0                 | 0                 | 0                 | 0                 | 15       | 0      | 5           | 0          |
| M. El Masrouri | 30          | 2           | 0           | 0           | 2                 | 1                 | 0                 | 0                 | 32       | 3      | 0           | 0          |
| F. Eriksen     | 11          | 0           | 0           | 0           | 2                 | 0                 | 0                 | 0                 | 13       | 0      | 0           | 0          |
| T. Finstad     | 1           | 0           | 0           | 0           | 0                 | 0                 | 0                 | 0                 | 1        | 0      | 0           | 0          |
| N. Hagen       | 1           | 0           | 0           | 0           | 1                 | 0                 | 0                 | 0                 | 2        | 0      | 0           | 0          |
| M. Hjulstad    | 20          | 0           | 1           | 0           | 0                 | 0                 | 0                 | 0                 | 20       | 0      | 1           | 0          |
| M. Irgens      | 26          | 0           | 3           | 1           | 1                 | 0                 | 0                 | 0                 | 27       | 0      | 3           | 1          |
| S. Juklerød    | 0           | 0           | 0           | 0           | 0                 | 0                 | 0                 | 0                 | 0        | 0      | 0           | 0          |
| T. Larsen      | 19          | 1           | 2           | 0           | 1                 | 0                 | 0                 | 0                 | 20       | 1      | 2           | 0          |
| E. Llullaku    | 22          | 3           | 3           | 0           | 2                 | 1                 | 0                 | 0                 | 24       | 4      | 3           | 0          |
| M. Lundemo     | 9           | 1           | 0           | 1           | 2                 | 0                 | 0                 | 0                 | 11       | 1      | 0           | 1          |
| M. Mikkelsen   | 19          | 1           | 1           | 0           | 0                 | 0                 | 0                 | 0                 | 19       | 1      | 1           | 0          |
| E. Nervold     | 20          | 6           | 3           | 0           | 2                 | 0                 | 0                 | 0                 | 22       | 6      | 3           | 0          |
| A. Pellegrino  | 25          | 6           | 2           | 0           | 1                 | 0                 | 0                 | 0                 | 26       | 6      | 2           | 0          |
| U. Roaldsøy    | 4           | 0           | 0           | 0           | 0                 | 0                 | 0                 | 0                 | 4        | 0      | 0           | 0          |
| L. Sandbu      | 28          | 9           | 4           | 0           | 1                 | 0                 | 0                 | 0                 | 29       | 9      | 4           | 0          |
| T. Sanne       | 6           | 0           | 1           | 0           | 1                 | 0                 | 0                 | 0                 | 7        | 0      | 1           | 0          |
| I. Scheel      | 15          | 0           | 2           | 0           | 0                 | 0                 | 0                 | 0                 | 15       | 0      | 2           | 0          |
| R. Shaswari    | 21          | 12          | 1           | 0           | 1                 | 2                 | 0                 | 0                 | 22       | 14     | 1           | 0          |
| S. Troupe      | 27          | 0           | 3           | 0           | 2                 | 0                 | 1                 | 0                 | 29       | 0      | 4           | 0          |
| T. Windstad    | 2           | 0           | 0           | 0           | 0                 | 0                 | 0                 | 0                 | 2        | 0      | 0           | 0          |